# Lobrathium cylindricolle
Lobrathium cylindricolle – gatunek chrząszcza z rodziny kusakowatych i podrodziny żarlinków (Paederinae).
Gatunek ten opisany został w 1924 roku przez Malcolma Camerona jako Lathrobium (Lobrathium) cylindircolle. Volker Assing dokonał jego redeskrypcji w 2012 roku.
Ciało 6,5 mm długie. Głowa ruda, wyraźnie pociągła, gęsto punktowana. Przedplecze ciemnorude, wyraźnie pociągłe, około 1,45 raza tak długie jak szerokie. Pokrywy rude, szersze od przedplecza i około 1,05 raza tak długie jak szerokie. W widoku bocznym brak na pokrywach linii przykrawędziowej. Odwłok rudobrązowy z rudym wierzchołkiem. Tergity od trzeciego do szóstego prawie bez mikrorzeźby, zaś na siódmym i ósmym jest ona wyraźna. Na ósmym sternicie samca wgłębienie opatrzone czarnymi szczecinami. Edeagus z rozdwojonym na końcu wyrostkiem brzusznym. 
Chrząszcz endemiczny dla Indii, znany wyłącznie z Uttarakhandu.